# IZj 2126
De vijfdeurs hatchback IZj 2126 is een personenwagen van IZj die van 1987 tot 2005 door de Izjmasj-fabriek geproduceerd werd.

## Geschiedenis
De 2126, ook wel aangeduid als Orbit, was bedoeld als opvolger van de IZj 2125 en de laatste in Izjevsk ontworpen auto. Een pick-up/bestelwagenvariant genaamd IZj 2717 werd geproduceerd van 1991 tot 2005, daarnaast was een stationcar leverbaar met de aanduiding 21261 of Fabula. Het model was ook korte tijd leverbaar met vierwielaandrijving.
Na het uiteenvallen van de Sovjet-Unie liepen de activiteiten van AZLK in Moskou (min of meer de moederfabriek van IZj op dat moment) drastisch terug, zodat IZj de productiecapaciteit voor andere zaken (zoals wapens) moest gebruiken om de autoproductie in stand te kunnen houden. Daardoor werd tussen 1992 en 1995 een bescheiden aantal van ongeveer 5.000 2126-modellen geproduceerd. Omdat de 2126 hoger in de markt gepositioneerd was dan de 2125 bleven beide modellen parallel in productie.
Vanaf 1995/96 staakte IZj de samenwerking met AZLK en fuseerde met AvtoVAZ, zo ontstond IzjAvto. De fusie zorgde voor een opwaardering van de 2126 met VAZ-onderdelen, zoals het interieur van de Lada 110 en voorwielaandrijving en motoren van de Lada Samara. De typeaanduiding 2126 kreeg de toevoeging Oda (Russisch: Ода, ode). Het resultaat was een toename van de vraag en in 1997 werd de productie van de oude, op Moskvitsj gebaseerde modellen gestaakt.
De beste verkoopjaren van dit model lagen tussen ongeveer 1998 en 2002, toen de buitenlandse merken nog te duur waren voor de gemiddelde Russische consument en andere compacte hatchbacks, zoals de Lada Samara, voor nagenoeg dezelfde prijs niet meer te bieden hadden. Echter, begin 2005 besloot de Russische regering dat het land de Europese emissiestandaarden moest volgen, waarop AvtoVAZ zijn modellen aanpaste. IzjAvto weigerde aan het programma mee te doen zodat het bedrijf verplicht werd de productie van alle modellen te staken die niet aan de nieuwe Russische emissiestandaarden voldeden. De laatste Oda-modellen liepen in september 2005 van de band.
In 2008 werden delen van de voormalige 2126/2717-productielijnen opnieuw in gebruik genomen voor de productie van de Lada Priora hatchback. In 2014 werd een groot deel van de fabriek grondig gerenoveerd om met ingang van 2016 de assemblage van de hatchback-variant van de Lada Granta mogelijk te maken en daarnaast de Lada Vesta en Lada XRAY.

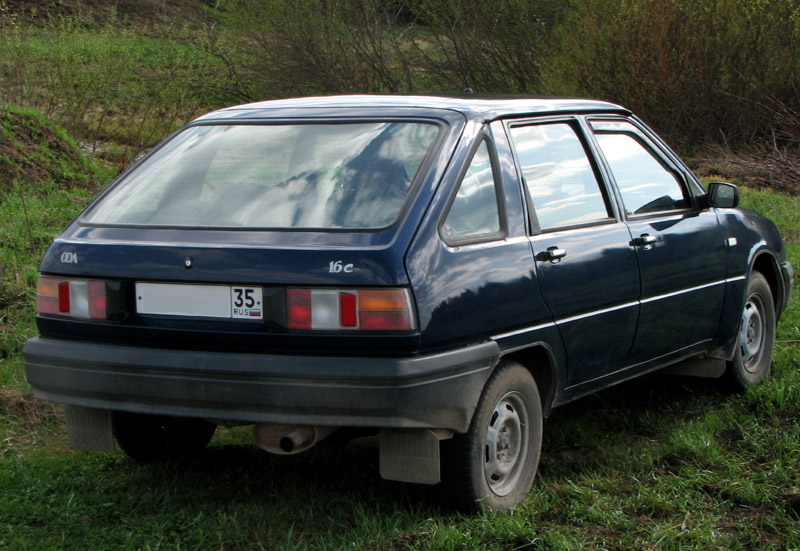
IZj 2126 "Oda"
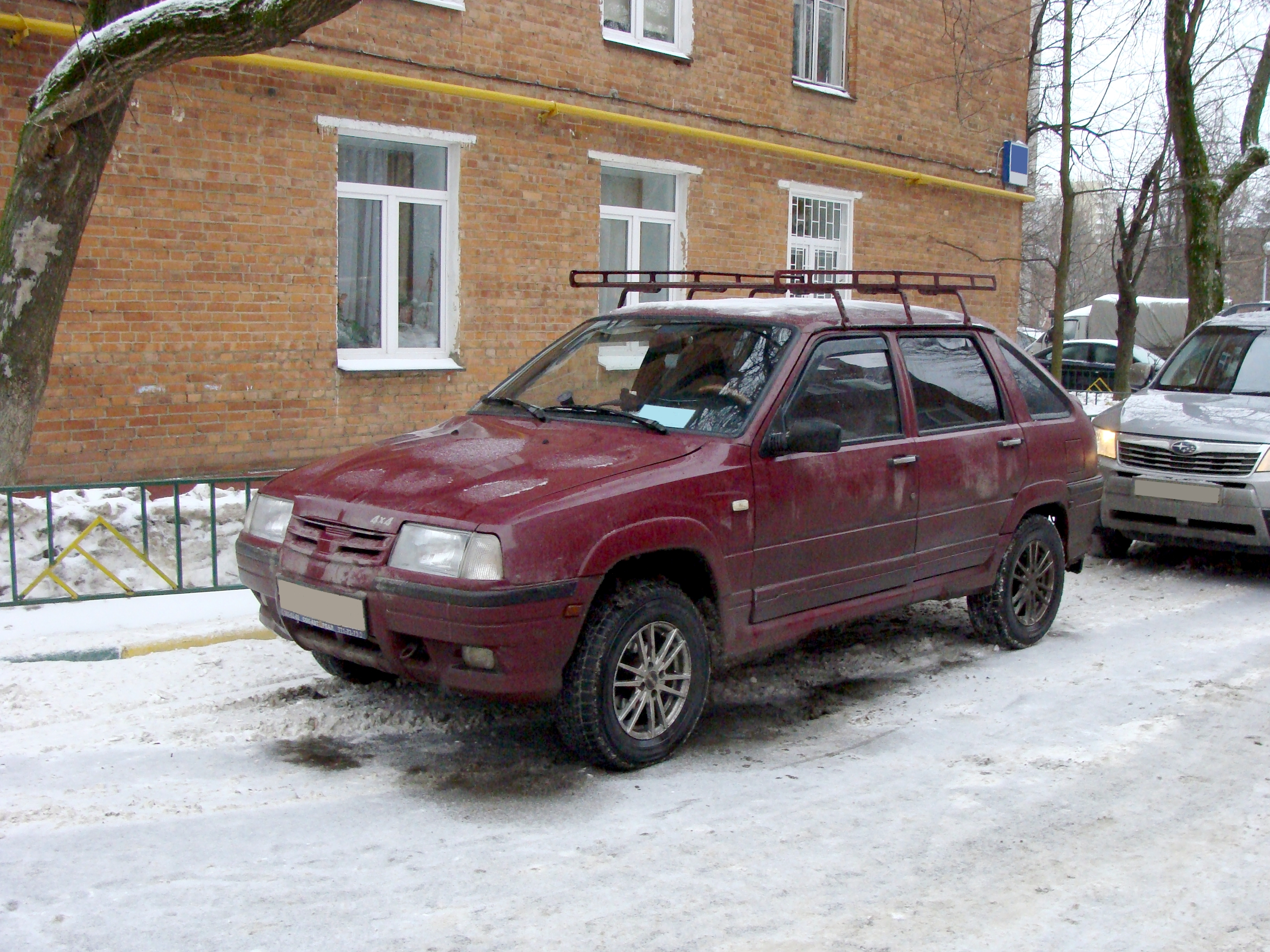
IZj 2126 4x4
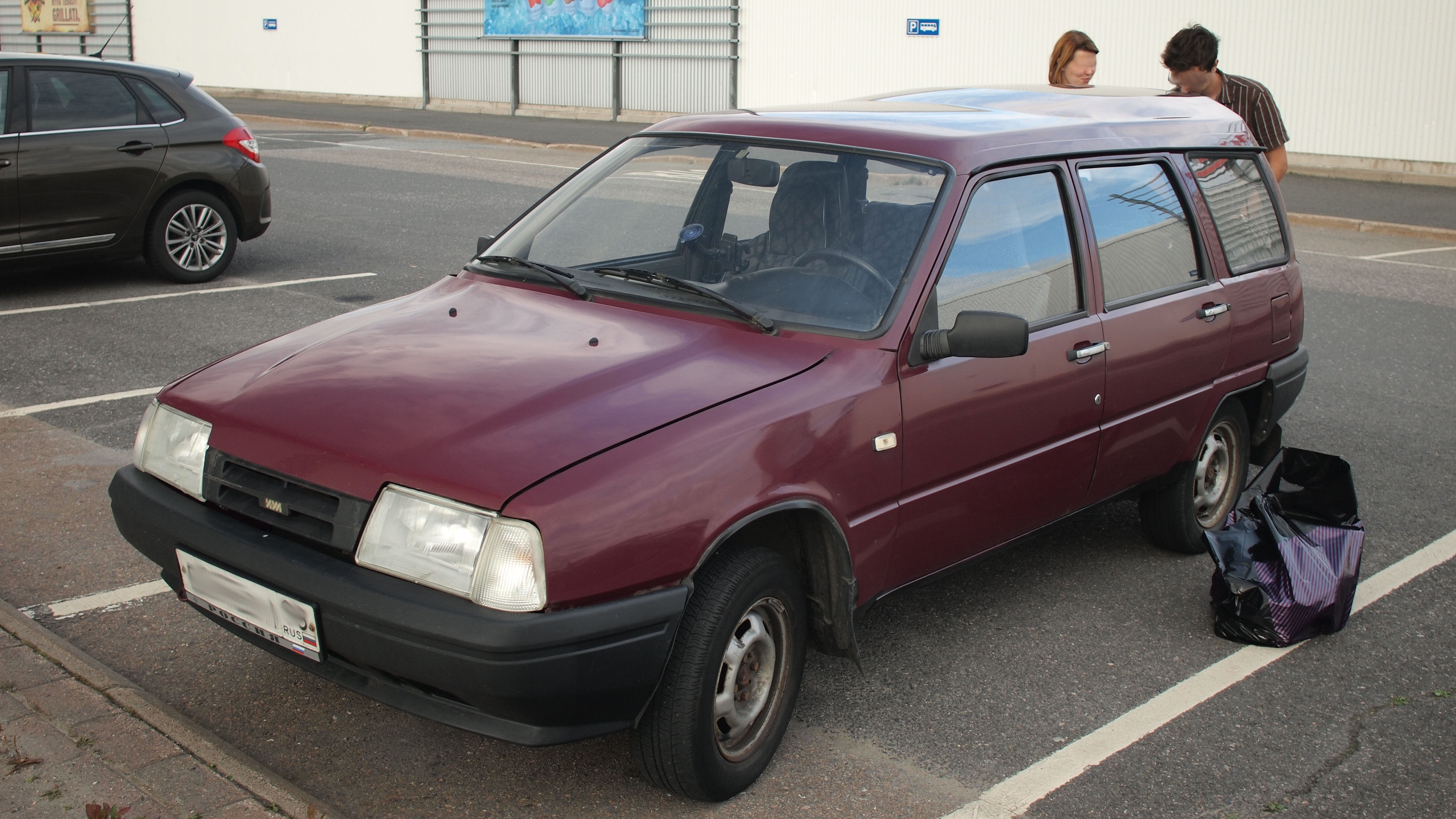
IZj 21261 "Fabula"
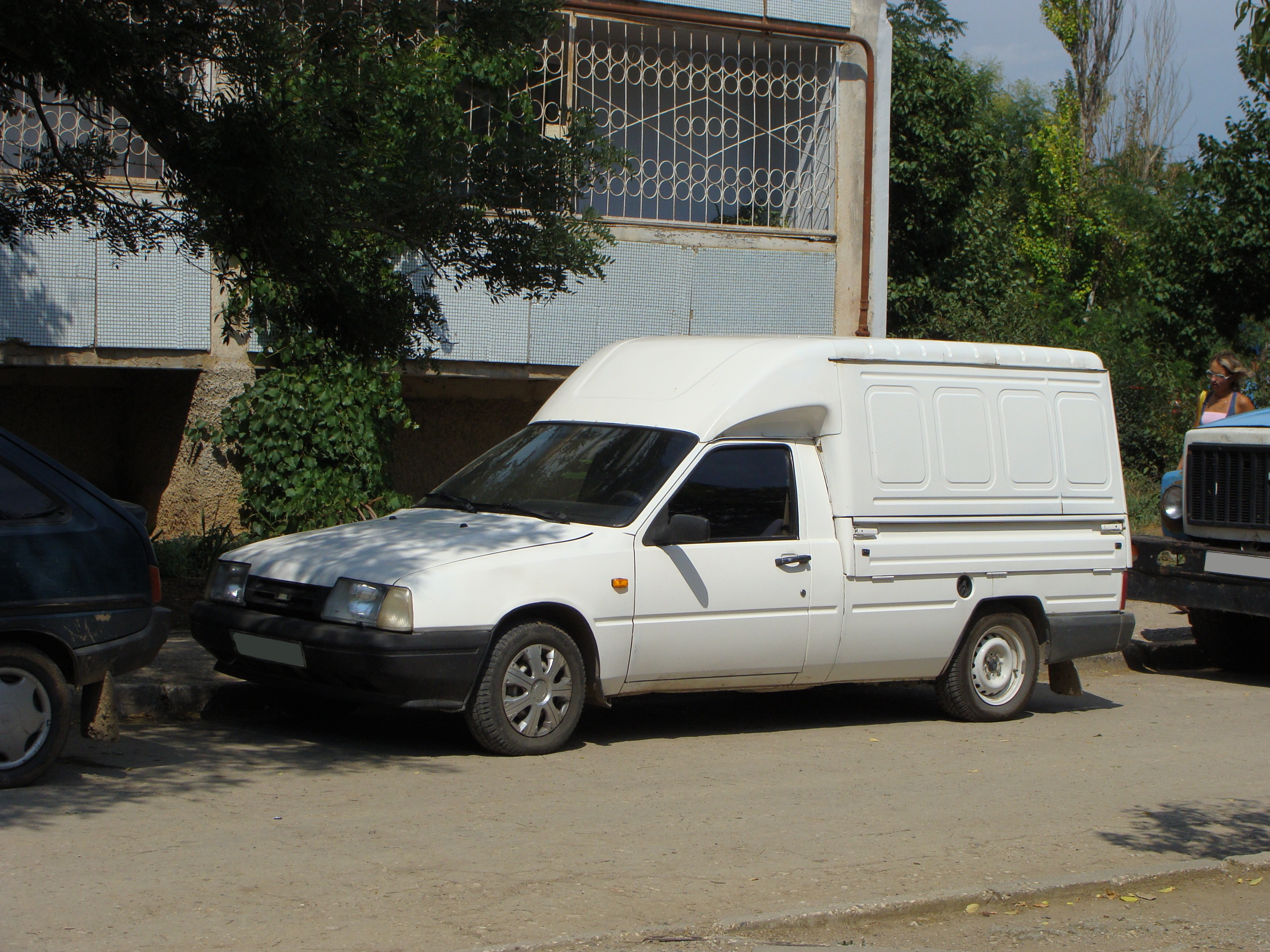
IZj 2717